# Карло де Медичи
Вижте пояснителната страница за други личности с името Карло де Медичи.
Карло де Медичи (на италиански: Carlo de Medici) е италиански бизнесмен и футболен деец.
Той е третият в историята на ФК „Интер“ президент - от 1910 до 1912 г. При неговото управление клубът печели първия в своята история италиански шампионат - точно 2 години, месец и 15 дни след основаването си, като побеждава в плейоф „Про Верчели“ с резултат 10-3. Карло Де Медичи е наследен на поста президент от Емилио Хирзел.